# Джарвис, Рэй
Рэймонд Арнолд Джарвис (англ. Raymond Arnold Jarvis, 10 мая 1946, Провиденс, Род-Айленд — 24 апреля 2020, Остин, Техас) — американский бейсболист, питчер. Выступал в Главной лиге бейсбола в составе «Бостон Ред Сокс».

## Биография
Рэймонд Джарвис родился 10 мая 1946 года в Провиденсе в семье полицейского и регулировщицы. Его родители развелись когда ему было восемь лет. В бейсбол Рэй начал играть в детстве. В своём интервью в 2009 году он вспоминал, что они играли на лужайке возле Капитолия штата, получив разрешение на это от губернатора Денниса Робертса. В школе он был игроком баскетбольной и бейсбольной команд. В свободное время Джарвис играл в одной из команд Американского легиона. В те годы он выходил на поле на всех возможных позициях. Только в предпоследний год в школе Рэй на постоянной основе стал питчером.
В 1965 году на первом в истории Главной лиги бейсбола драфте новичков Джарвис был выбран клубом «Бостон Ред Сокс». После подписания контракта его направили в команду Аппалачской лиги «Харлан Ред Сокс». В своём дебютном сезоне он провёл на поле 93 иннинга с пропускаемостью 5,81, одержав семь побед при пяти поражениях. На следующий год планировался его перевод в лигу выше уровнем, но Рэй был призван на службу и провёл шесть месяцев в Национальной гвардии. Ему пришлось пропустить сезон полностью, но он избежал попадания во Вьетнам. После этого Джарвиса зачислили в армейский резерв и в течение следующих шести лет он должен был посещать учебные мероприятия, проводившиеся два раза в неделю. Их пропуск мог привести к призыву на действительную службу. Чтобы игроки могли продолжать играть в бейсбол, клубу приходилось заниматься организацией их переездов на сборы и матчи. В таком режиме Рэй жил на протяжении всей своей карьеры. 
В 1967 году Джарвис был стартовым питчером команды «Уотерлу Хокс» в Лиге Среднего Запада. Он сыграл стартовым питчером в 26 матчах, одержал пятнадцать побед при восьми поражениях с пропускаемостью 2,04. Благодаря успешному выступлению он был включён в сборную звёзд лиги. Следующий сезон он начал в составе «Уинстон-Сейлем Ред Сокс», где у Рэя был неплохой показатель пропускаемости 3,49. При этом у него не было побед из-за низкой результативности команды в атаке. Летом Джарвиса перевели сразу на уровень AAA-лиги в «Луисвилл Колонелс». Чемпионат он доиграл с шестью победами и шестью поражениями, показатель пропускаемости составил 3,28. После удачного завершения сезона он был включён в расширенный состав «Бостона».
Весной 1969 года Рэй впервые поехал на сборы с основным составом «Ред Сокс». О том, что он начнёт регулярный чемпионат в команде, Джарвис узнал в последний день предсезонной подготовки. Его дебют в Главной лиге бейсбола состоялся 15 апреля в матче против «Балтимор Ориолс». По ходу чемпионата он выступал нестабильно. До июна показатель пропускаемости Рэя не превышал 4,00, но затем он ухудшился до 4,75. Из-за проблем с контролем мяча он допустил больше уоков, чем сделал страйкаутов. Из-за участия в военных сборах несколько раз ему приходилось летать через всю страну, что тоже влияло на игру Джарвиса. Кроме того, его беспокоило повреждённое весной плечо. В августе Рэя внесли в список травмированных и в концовке чемпионата он не играл.
Сезон 1970 года он начал в основном составе, сыграв в двенадцати матчах как реливер. После возвращения в строй Хосе Сантьяго, Джарвис был переведён в «Луисвилл». В «Ред Сокс» его вернули в сентябре, после чего он вышел на поле ещё в трёх играх. Спустя месяц Рэя обменяли в «Калифорнию Энджелс». После весенних сборов в 1971 году его отправили в фарм-клуб AAA-лиги «Солт-Лейк-Сити Энджелс». Там Джарвис играл с пропускаемостью 5,88. Он по-прежнему допускал большое количество уоков. Ещё одной причиной были условия в Лиге Тихоокеанского побережья, где в борьбе с доминированием питчеров пробовали различные нововведения, например, снижали высоту питчерской горки и экспериментировали с мячами. В результате в лиге результативность отбивающих была заметно выше, чем в Американской ассоциации и Международной лиге, также представлявших уровень AAA. В августе 1971 года Рэй обратился к врачу из-за болей в руке. Тот посоветовал ему задуматься о завершении карьеры. Весной 1972 года Джарвис в последний раз принял участие в предсезонных сборах. Он не смог пробиться в основной состав «Энджелс» и был отчислен. 
Завершив карьеру, Рэй вернулся в Род-Айленд к жене и двум детям. Он начал работать в продажах, получил лицензию брокера по недвижимости. Затем Джарвис торговал спортивными товарами, был менеджером в компании Jostens, выпускавшей сувенирную продукцию, занимал должность регионального менеджера по продажам в немецкой металлургической компании VDN. Также в течение нескольких лет Рэй был тренером в студенческих командах. В 1990 году он сменил род деятельности и устроился в службу безопасности Провиденс-колледжа.
В последние годы жизни Рэй Джарвис боролся с раком. Он скончался 24 апреля 2020 года в Остине в возрасте 73 лет.